# Finale Ligure
Finale Ligure (Finâ en ligur,antiguamente llamada "Finaro" del latín Finarium) es una localidad y comune italiana de la provincia de Savona, región de Liguria, con 11 051 habitantes,pero dentro de una área metropolitana de 35 000 habitantes.
Es una localidad costera de la Riviera de Poniente. Se ubica unos 20 km al suroeste de la capital provincial Savona, junto a la carretera A10 que lleva a Imperia.El antiguo núcleo medieval de Finalborgo fue la capital del Marquesado de Finale, un antiguo estado italiano anterior a la unificación, que existió desde 1162 hasta 1797. El mismo pueblo forma parte del circuito de los pueblos más bellos de Italia.
Los habitantes pueden ser llamados "finarini" o "finalesi" en italiano. El adjetivo "finalese" se empezó a utilizar más después de la unificación de Italia, pero la variante antigua "finarino" todavía se emplea hoy en día.

## Historia
Los numerosos hallazgos arqueológicos, descubiertos en las cuevas y grutas de la zona de Finale, han permitido a los historiadores remontar los primeros asentamientos humanos al Paleolítico. La zona de Finale también es rica en evidencia arquitectónica prerromana, romana, paleocristiana y bizantina. Durante la época romana, el territorio de Finale Ligure marcaba la frontera entre las poblaciones de los ligures sabazis y los ligures ingauni, las antiguas tribus presentes en Liguria occidental desde tiempos prehistóricos.
Fue el centro histórico del Marquesado de Finale y en sus inmediaciones se construyó el importante fuerte de Castel Gavone. En la localidad vivieron múltiples familias tradicionales que formaron parte de la primera inmigración genovesa al Río de la Plata (1858-1866). 
La actual localidad fue fundada en 1927 mediante la fusión de tres comunas limítrofes: Finalborgo, Finalmarina y Finalpia, que pasaron a ser barrios del nuevo núcleo. Finale Ligure tiene el título de ciudad desde 2007.

## Evolución demográfica
| Gráfica de evolución demográfica de Finale Ligure entre 1861 y 2001 |
|                                                                     |
| Fuente ISTAT - elaboración gráfica de Wikipedia                     |